# رشاد أبو سخيلة
رشاد أبو سخيلة (10 أغسطس 2001 - 2 سبتمبر 2024) كان فنانًا فلسطينيًا وُلد في مخيم جباليا بقطاع غزة في فلسطين. توفي في قصف استهدف مركز الإيواء في مدرسة الفاخورة بقطاع غزة.

## النشأة والتعليم
وُلد رشاد أبو سخيلة في 10 أغسطس 2001، في مخيم جباليا بقطاع غزة. درس الصحافة والإعلام في جامعة الأقصى بغزة.

## المسيرة الفنية
في عام 2022، لعب دور البطولة في المسلسل الدرامي الفلسطيني «قبضة الأحرار»، وهو مسلسل يتكون من ثلاثين حلقة ويعتمد على قصص حقيقية تبرز الصراع بين المقاومة الفلسطينية وأجهزة الاستخبارات الإسرائيلية. أفاد رشاد في مقابلة صحفية مع سبوتنيك الروسية، أن المسلسل جاء كنوع من الرد الدرامي على المسلسل الإسرائيلي «فوضى»، الذي حاول تجريم الشعب الفلسطيني وإظهار اختراقات استخباراتية إسرائيلية داخل المجتمع الفلسطيني. وقد ركزت حبكة المسلسل على تفوق استخبارات المقاومة الفلسطينية.
عُرض المسلسل الذي مولته جمعية البركة الجزائرية، على أكثر من 32 قناة تلفزيونية عربية، وتُرجم إلى الإنجليزية ودُبلج إلى التركية، كما حصل على جوائز في فلسطين والجزائر، منها "جائزة أفضل مسلسل درامي في مهرجان القدس الدولي للإعلام، وجائزة تقديرية من جمعية البركة الجزائرية للفنانين المشاركين في المسلسل.

## الأدب والشعر
إلى جانب التمثيل، كان رشاد أبو سخيلة شاعرًا. في عام 2020، أصدر ديوانًا شعريًا بعنوان «حروف التراب»، ليصبح أصغر شاعر فلسطيني يصدر ديوانًا. وتضمن الديوان 27 قصيدة تناولت مواضيع متنوعة مثل الوطن، والقضايا المجتمعية، والعاطفية، والروحانية، والدينية. أوضح رشاد أن عنوان الديوان مستوحى من قصيدة داخله تحمل معاني وطنية كبيرة.

## الوفاة
توفي رشاد أبو سخيلة في 2 سبتمبر 2024، في قصف استهدف مركز الإيواء في مدرسة الفاخورة بقطاع غزة.